# Stadionul Marin Anastasovici
Das Stadionul Marin Anastasovici ist ein Fußballstadion in der rumänischen Stadt Giurgiu im gleichnamigen Kreis, im Süden des Landes an der Grenze zu Bulgarien. Es ist das Heimspielstätte des Fußballvereins Astra Giurgiu. Im Stadion können bis zu 8500 Zuschauer auf Sitzplätzen Platz nehmen.

## Geschichte
Das Stadionul Marin Anastasovici wurde 1960 eröffnet. In den 2010er Jahren wurde das alte Stadion mit 5000 Plätzen renoviert und u. a. die Aschenbahn entfernt. Die neue Spielstätte bietet 8500 Plätze.
Das erste internationale Spiel wurde am 19. November 2013 zwischen den U-21-Mannschaften aus Rumänien und Deutschland ausgetragen und endete mit einem 2:2-Unentschieden.
Das erste Spiel der rumänischen Fußballnationalmannschaft in der Spielstätte war ein Freundschaftsspiel gegen die litauische Fußballnationalmannschaft am 23. März 2016.

## Veranstaltungen

### Länderspiele
| Datum         | Wettbewerb         | Heimmannschaft | Gäste            | Ergebnis | Zuschauer |
| ------------- | ------------------ | -------------- | ---------------- | -------- | --------- |
| 19. Nov. 2013 | Quali zur EM 2015  | Rumänien U-21  | Deutschland U-21 | 2:2      | 2200      |
| 13. Nov. 2015 | Quali zur EM 2017  | Rumänien U-21  | Dänemark U-21    | 0:3      | 1250      |
| 23. Mär. 2016 | Freundschaftsspiel | Rumänien       | Litauen          | 1:0      | 4368      |

### Vereinsfußball
| Spiele internationaler Vereine | Spiele internationaler Vereine | Spiele internationaler Vereine | Spiele internationaler Vereine | Spiele internationaler Vereine | Spiele internationaler Vereine |
| Datum                          | Wettbewerb                     | Heimmannschaft                 | Gäste                          | Ergebnis                       | Zuschauer                      |
| ------------------------------ | ------------------------------ | ------------------------------ | ------------------------------ | ------------------------------ | ------------------------------ |
| 31. Juli 2014                  | UEFA EL 2014/15                | Astra Giurgiu                  | Slovan Liberec                 | 3:0                            | 4067                           |
| 28. Aug. 2014                  | UEFA EL 2014/15                | Astra Giurgiu                  | Olympique Lyon                 | 0:1                            | 7200                           |
| 02. Okt. 2014                  | UEFA EL 2014/15                | Astra Giurgiu                  | FC Red Bull Salzburg           | 1:2                            | 3298                           |
| 06. Nov. 2014                  | UEFA EL 2014/15                | Astra Giurgiu                  | Celtic Glasgow                 | 1:1                            | 3400                           |
| 27. Nov. 2014                  | UEFA EL 2014/15                | Astra Giurgiu                  | Dinamo Zagreb                  | 1:0                            | 2520                           |
| 23. Juli 2015                  | UEFA EL 2015/16                | Astra Giurgiu                  | Inverness Caledonian Thistle   | 0:0                            | 3067                           |
| 06. Aug. 2015                  | UEFA EL 2015/16                | Astra Giurgiu                  | West Ham United                | 2:1                            | 6300                           |
| 20. Aug. 2015                  | UEFA EL 2015/16                | Astra Giurgiu                  | AZ Alkmaar                     | 3:2                            | 3712                           |
| 27. Juli 2016                  | UEFA EL 2016/17                | Astra Giurgiu                  | FC Kopenhagen                  | 1:1                            | 2381                           |
| 18. Aug. 2016                  | UEFA EL 2016/17                | Astra Giurgiu                  | West Ham United                | 1:1                            | 3360                           |
| 16. Feb. 2017                  | UEFA CL 2016/17                | Astra Giurgiu                  | KRC Genk                       | 2:2                            | 3775                           |
| 13. Juli 2017                  | UEFA EL 2017/18                | Astra Giurgiu                  | Zirə FK                        | 3:1                            | 1730                           |
| 27. Juli 2017                  | UEFA EL 2017/18                | Astra Giurgiu                  | FK Oleksandrija                | 0:0                            | 1482                           |